# Gens Abronia
La gens Abronia era una gens romana vissuta sotto l'imperatore Augusto. La gens è conosciuta principalmente per due persone: per il poeta Abronio Silo e per suo figlio, che scrisse delle pantomime.

## Membri illustri della gens
- Abronio Silo (Abronius Silo): vissuto nel I secolo a.C., fu un poeta